# Brána do pekla (film)
Brána do pekla (v anglickém originále Back Door to Hell) je americký válečný film z roku 1964. Režisérem filmu je Monte Hellman. Hlavní role ve filmu ztvárnili Jimmie Rodgers, Jack Nicholson, John Hackett, Annabelle Huggins a Conrad Maga.

## Obsazení
| Jimmie Rodgers    | Craig            |
| Jack Nicholson    | Burnett          |
| John Hackett      | Jersey           |
| Annabelle Huggins | Maria            |
| Conrad Maga       | Paco             |
| Johnny Monteiro   | Ramundo          |
| Joe Sison         | japonský kapitán |
| Henry Duval       | Garde            |